# Борха-и-Сентельяс-и-Понсе де Леон, Франсиско Антонио де
Франси́ско Анто́нио де Бо́рха-Сенте́льес-и-По́нсе де Лео́н (исп. Francisco Antonio de Borja-Centelles y Ponce de Léon; 27 марта 1659, Сассари, Королевство Сардинии и Корсики, Габсбургская Испания — 4 апреля 1702, Калаорра, королевство Испания) — испанский кардинал, доктор обоих прав. Брат кардинала Карлос де Борха-и-Сентельяс-и-Понсе де Леон. Епископ Калаорры  с 18 июля 1701 по 23 апреля 1702. Архиепископ Бургоса с 3 по 4 апреля 1702. Кардинал-священник с 21 июня 1700 по 4 апреля 1702.